# Wilamowa
Wilamowa [pronunciación en polaco: /vilaˈmɔva/] (en alemán: Alt Wilmsdorf) es un pueblo ubicado en el distrito administrativo de Gmina Paczków, dentro del Condado de Nysa, Voivodato de Opole, en el sur de Polonia occidental, cercano a la frontera checa. Se encuentra aproximadamente a 6 kilómetros al este de Paczków, a 19 kilómetros al oeste de Nysa, y a 66 kilómetros al oeste de la capital regional Opole.
Antes de 1945, el área fue parte de Alemania.
El pueblo tiene una población de 370 habitantes.